# Stephalia dilata
Stephalia dilata is een hydroïdpoliep uit de familie Rhodaliidae. De poliep komt uit het geslacht Stephalia. Stephalia dilata werd in 1911 voor het eerst wetenschappelijk beschreven door Bigelow. 